# 마토가타촌
마토가타촌(的形村)은 효고현 인나미군에 있던 촌이다. 현재의 히메지시에 해당한다.

## 역사
- 1889년 4월 1일 - 정촌제 시행에 의해 2촌의 구역을 가지고 성립하였다.
- 1958년 1월 1일 - 히메지시에 편입, 동일 마토가타촌은 폐지되었다.

## 교통

### 철도
- 산요 전기철도
  - 본선

## 참고문헌
- 角川日本地名大辞典 28 兵庫県